# Uždaroji akcinė bendrovė
Die Uždaroji akcinė bendrovė (UAB, deutsch ‚Geschlossene Aktiengesellschaft‘) ist eine Aktiengesellschaft nach litauischem Recht, an der sich andere juristische oder natürliche Personen mit einer Kapitaleinlage beteiligen. Die UAB gehört zu der Gruppe der Kapitalgesellschaften und ähnelt der deutschen GmbH oder der britischen Limited. Das Stammkapital beträgt seit Einführung des Euro am 1. Januar 2015 mindestens 2500 € (zuvor 10.000 Litas).
Die UAB haftet für Verbindlichkeiten den Gläubigern gegenüber unbeschränkt mit ihrem gesamten Gesellschaftsvermögen. Die Gesellschafter können selbst hingegen nicht in Anspruch genommen werden (Trennungsprinzip).